# Heinz Hellmich
Heinz Hellmich (9 de junio de 1890 - 17 de junio de 1944) fue un general alemán (Generalleutnant) en la Wehrmacht durante la II Guerra Mundial. Póstumamente recibió la Cruz de Caballero de la Cruz de Hierro de la Alemania Nazi.

## Biografía
Nacido en Karlsruhe, Hellmich se unió al Ejército alemán en 1908. El 22 de marzo de 1910, mientras servía en el 136.º Regimiento de Infantería, pasó a ser Leutnant. Después de la I Guerra Mundial sirvió en varias unidades y conservó varios puestos de mando. Su servicio fue seguido por su promoción: Oberstleutnant (1 de febrero de 1934), Oberst (1 de enero de 1936), Generalmajor (1 de octubre de 1939), y Generalleutnant (1 de septiembre de 1941).
Cuando estalló la II Guerra Mundial el 1 de septiembre de 1939, él servía como oficial de suministros en el 7.º Ejército alemán. A partir del 25 de octubre de 1939 proporcionaba suministros en el Grupo de Ejércitos B. Como comandante de la 23.ª División de Infantería (entre el 1 de junio de 1940 y el 17 de enero de 1942) tomó parte en la campaña de Francia (mayo-junio de 1940), la invasión de la Unión Soviética (Operación Barbarroja), 22 de junio de 1941) y en las sangrientas batallas de 1941 de Bialystok-Minsk, Brest, Smolensk, Vyazma y, finalmente, Moscú.
El 1 de abril de 1942, Hellmich fue seleccionado como comandante de la 141.ª División de Reserva. En 1943, trabajó con el desertor soviético y general del Ejército rojo Andrey Vlasov, y con otros voluntarios de la Unión Soviética como "General de Tropas del Este" (General der Osttruppen), una posición que mantuvo hasta enero de 1944.
El 10 de enero de 1944, Hellmich fue trasladado a Francia y puesto al mando de la 243.ª División de Infantería, una división de defensa costera estacionada en la Península de Cotentin. La división protegió la costa occidental de la Península de Cotentin cuando se desarrolló la Operación Overlord, la invasión Aliada de Normandía, que dio inicio el 6 de junio de 1944. Hellmich murió por proyectiles de un cañón de 20 milímetros en un ataque aéreo Aliado el 17 de junio de 1944.

## Condecoraciones
- Cruz de Caballero de la Cruz de Hierro el 2 de septiembre de 1944 como Generalleutnant y comandante de la 243.ª División de Infantería.[4]